# Sternotomis
Sternotomis är ett släkte av skalbaggar. Sternotomis ingår i familjen långhorningar.

## Bildgalleri

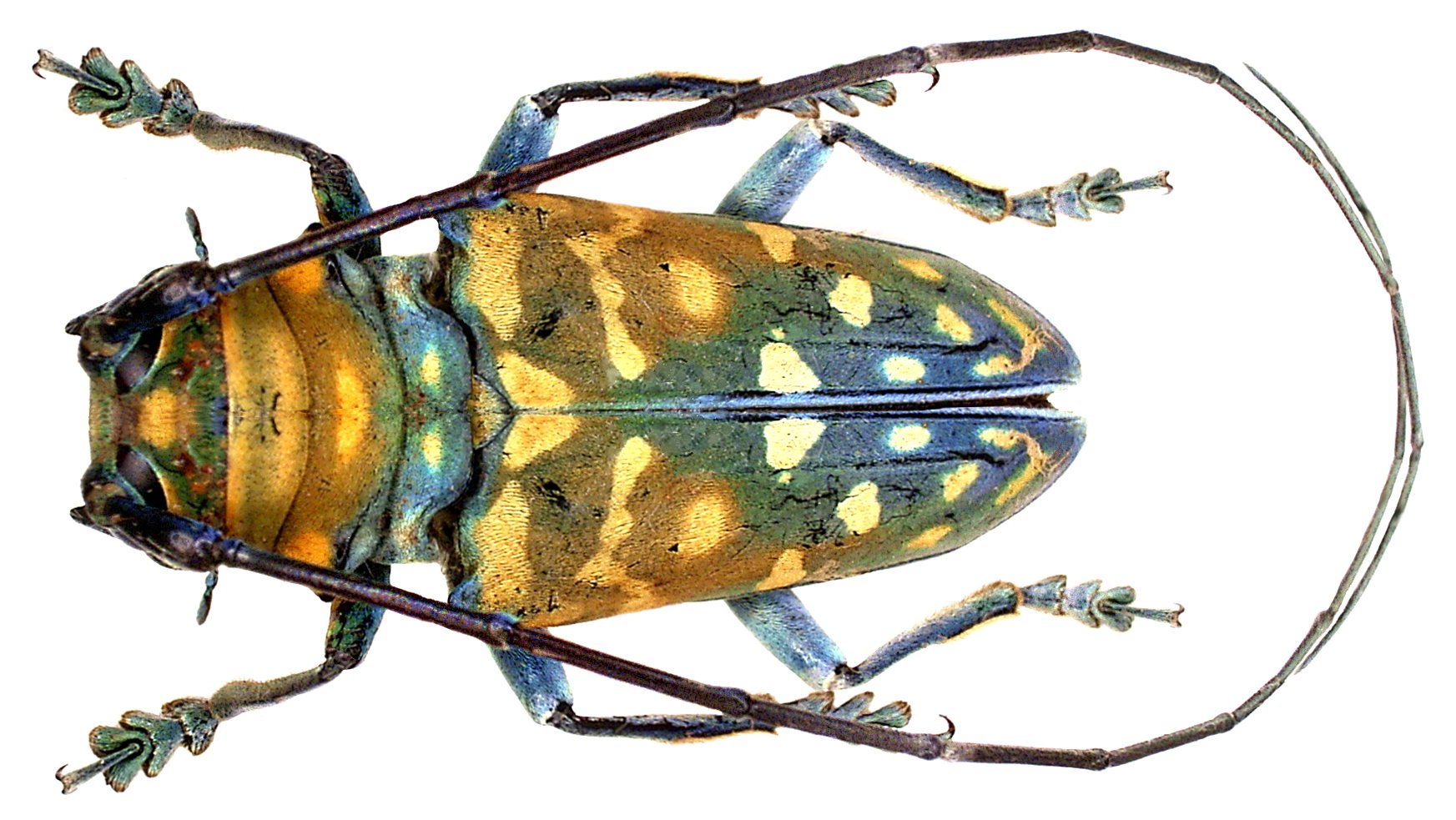

## Dottertaxa tillSternotomis, i alfabetisk ordning[1]
- Sternotomis albomaculatus
- Sternotomis alternans
- Sternotomis amabilis
- Sternotomis andrewesi
- Sternotomis burgeoni
- Sternotomis caillaudi
- Sternotomis callais
- Sternotomis carbonaria
- Sternotomis centralis
- Sternotomis chrysopras
- Sternotomis cornutor
- Sternotomis ducalis
- Sternotomis fairmairei
- Sternotomis flavomaculata
- Sternotomis gama
- Sternotomis itzingeri
- Sternotomis jeanneli
- Sternotomis kuntzeni
- Sternotomis lemoulti
- Sternotomis lequeuxi
- Sternotomis levassori
- Sternotomis mathildae
- Sternotomis mimica
- Sternotomis mirabilis
- Sternotomis pulchra
- Sternotomis pupieri
- Sternotomis rousseti
- Sternotomis rufozonata
- Sternotomis runsoriensis
- Sternotomis schoutedeni
- Sternotomis strandi
- Sternotomis thomsonii
- Sternotomis variabilis
- Sternotomis virescens